# Occidryas fieldi
Occidryas fieldi är en fjärilsart som beskrevs av Gunder 1924. Occidryas fieldi ingår i släktet Occidryas och familjen praktfjärilar. Inga underarter finns listade i Catalogue of Life.